# الحرب العالمية زد (لعبة فيديو 2013)
الحرب العالمية زد هي لعبة محمولة من نوع تصويب منظور الشخص الأول من نوع كارثة الزومبي، تم تطويرها بواسطة فسفور غيمز ونشرتها شركة باراماونت للترفيه الرقمي. تم إصدار اللعبة في 30 مايو 2013، قبل إصدار الفيلم الروائي الذي يحمل نفس الاسم، والذي أخرجه مارك فورستر وقام ببطولته براد بيت.

## طريقة اللعب
لعبة الحرب العالمية زد هي لعبة إطلاق نار من منظور شخص أول متاحة على نظامي آي أو آس وأندرويد، وتتميز بـ 28 مهمة مع قتال الزومبي وحل الألغاز والأسلحة والدروع. قصة اللعبة قريبة من قصة الفيلم. ومع ذلك، فهي تتميز بمجموعة جديدة من الشخصيات. يتولى اللاعب دور «دوغ»، أحد الناجين من نهاية العالم بسبب الزومبي، ثم عليه السفر حول العالم محاولًا العثور على ابنه روب الموجود في اليابان.